# Bocchus Ier
Pour les articles homonymes, voir Bocchus (homonymie).
Bocchus Ier (en berbère :  ⵡⴽⴽⵓⵙ ⴰⵎⵣⵡⴰⵔⵓ Wekkus Amezwaru ou Boqoush Amezwaru)  ou simplement Bocchus ou, en grec Bogos, est un roi de Maurétanie qui a régné a son apogée de l'océan Atlantique à l'ouest jusqu'à Ampsaga à l'est. 
Il était le beau-père du roi numide Jugurtha, avec qui il s'est d'abord allié contre les Romains lors de la guerre de Jugurtha, un conflit long et indécis. Il a finalement trahi et livré Jugurtha aux Romains en 105 avant notre ère. Jugurtha a été capturé et emprisonné à Rome, tandis que les Romains et Bocchus se sont partagé le royaume numide de Jugurtha.
Bocchus se décrivait comme étant « le plus grand roi de cette Terre et de tous les rois que je connaisse ».

## Étymologie
D'après l'historien Arthur Pellegrin, le nom Bocchus est la transcription latine du libyque wekkus qu'il rapproche du touareg Aweqqas signifiant "lion" et qui est encore utilisé par les Touaregs comme nom propre. Plusieurs localités du Maghreb portent des noms étymologiquement similaires, comme la ville d'Aokas en Algérie et le Djebel Ouekkas en Tunisie. 
Le nom du souverain est, en dépit de toute hypothèse, attesté sur des pièces de monnaies frappées à travers le royaume de Maurétanie: BQŠ en alphabet phénicien, prônant l'hypothèse du nom "Boqoush"

## Biographie

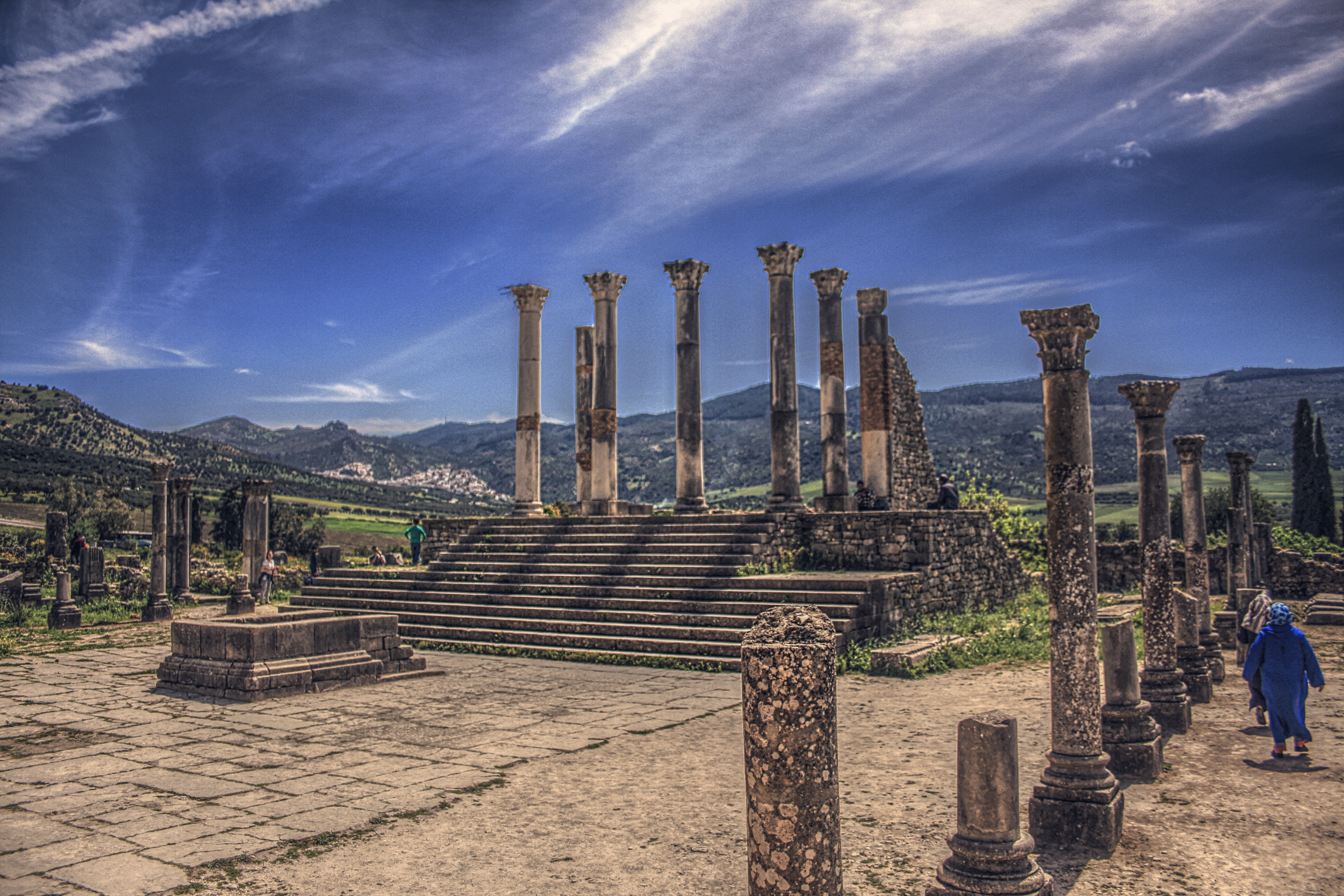
Volubilis, une des capitales du royaume de Maurétanie.

On sait très peu de choses sur Bocchus Ier ou sur son royaume maurétanien. Il était probablement le fils ou le petit-fils du roi Baga de Maurétanie, contemporain du roi Massinissa de la Numidie voisine. Son royaume maure était bordé par l'océan Atlantique et la rivière Moulouya (en latin : Mulucha).
Selon l'historien romain Salluste, Bocchus avait plusieurs femmes et quatre enfants connus : sa fille (nom inconnu), qui épousa Jugurtha de Numidie ; son éventuel héritier Sosus/Mastanesosus ; et deux autres fils, Bogud (à ne pas confondre avec le roi Bogud) et Volux.
Selon Salluste, au moment de la guerre de Jugurtha, tous les Maures obéissaient au roi Bocchus qui « ne connaissait que de nom le peuple romain et que nous ignorions nous-mêmes comme ennemi ou comme ami » (Bellum Iugurthinum, XIX, trad. F. Richard).
À cette époque (108-105 av. J.-C), Bocchus, qui régnait déjà au temps du roi numide Micipsa (148-118), était d’un âge mûr (B.I., CX, 8), plusieurs de ses enfants étaient adultes : une de ses filles, ayant épousé Jugurtha ; Volux, à qui il attribue le commandement des opérations militaires ; Sosus, qui lui succéda, et un autre fils qui se nommait Bogud.
Malgré le mariage de Jugurtha avec la fille de Bocchus, la concorde ne régnait pas entre les deux souverains. Mais, comme dit Salluste, le mariage n'est pas chez les Numides et les Maures une chaîne bien lourde ; le même individu peut, suivant ses ressources, prendre plusieurs femmes, dix et même davantage, et les rois encore plus.

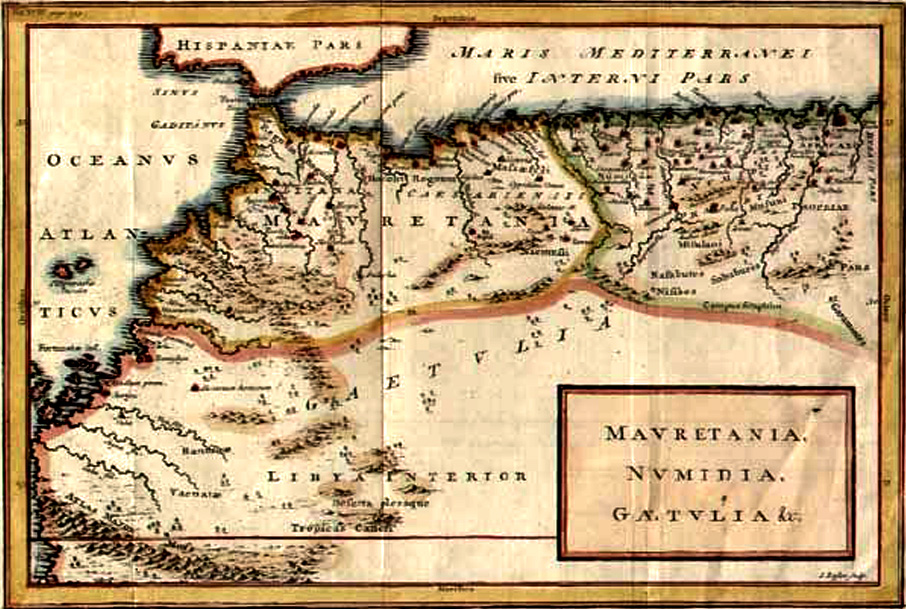
Maurétanie et Numidie, avant la Guerre de Jugurtha et l'annexion de la Numidie Occidentale par Bocchus.

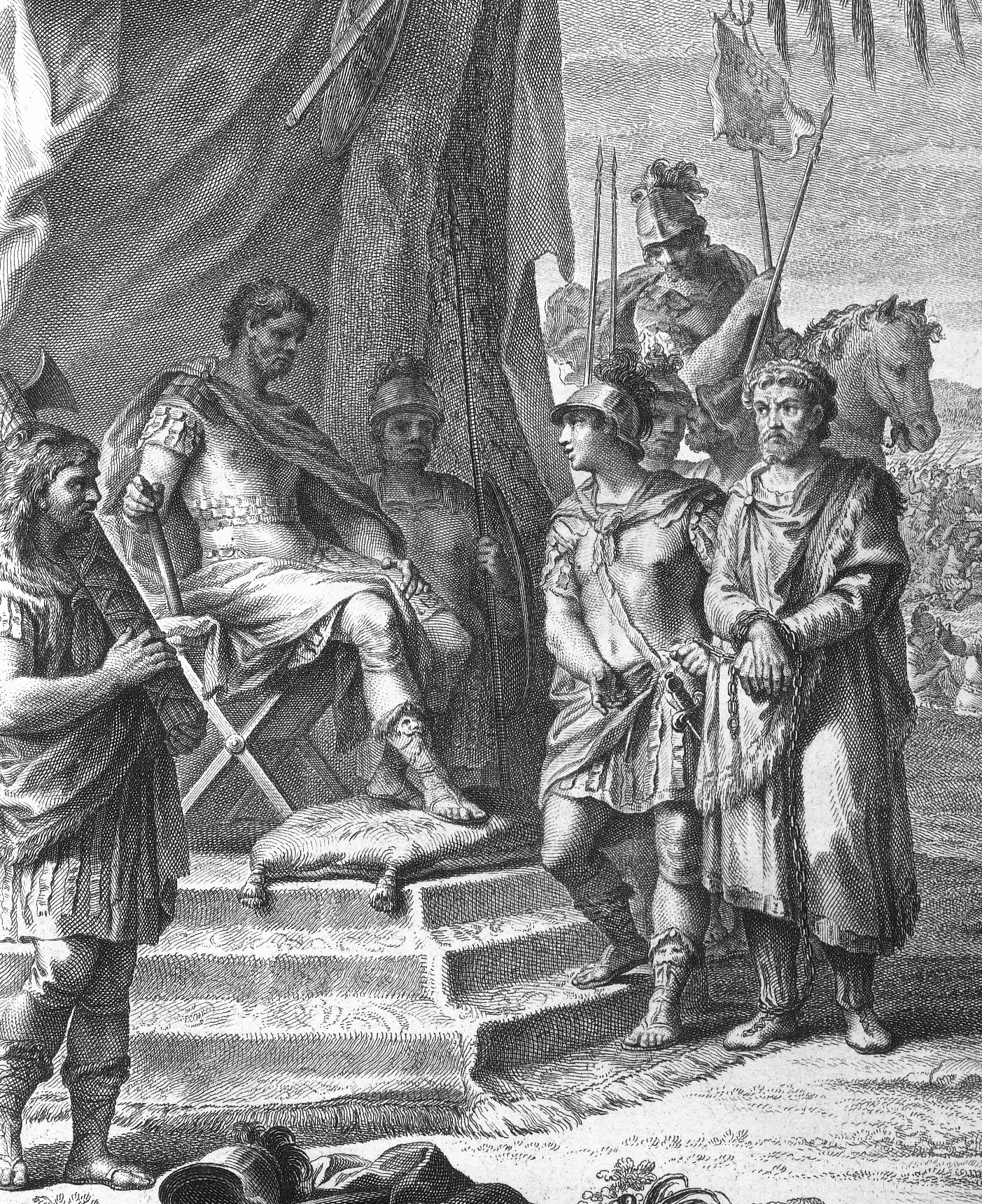
Capture de Jugurtha

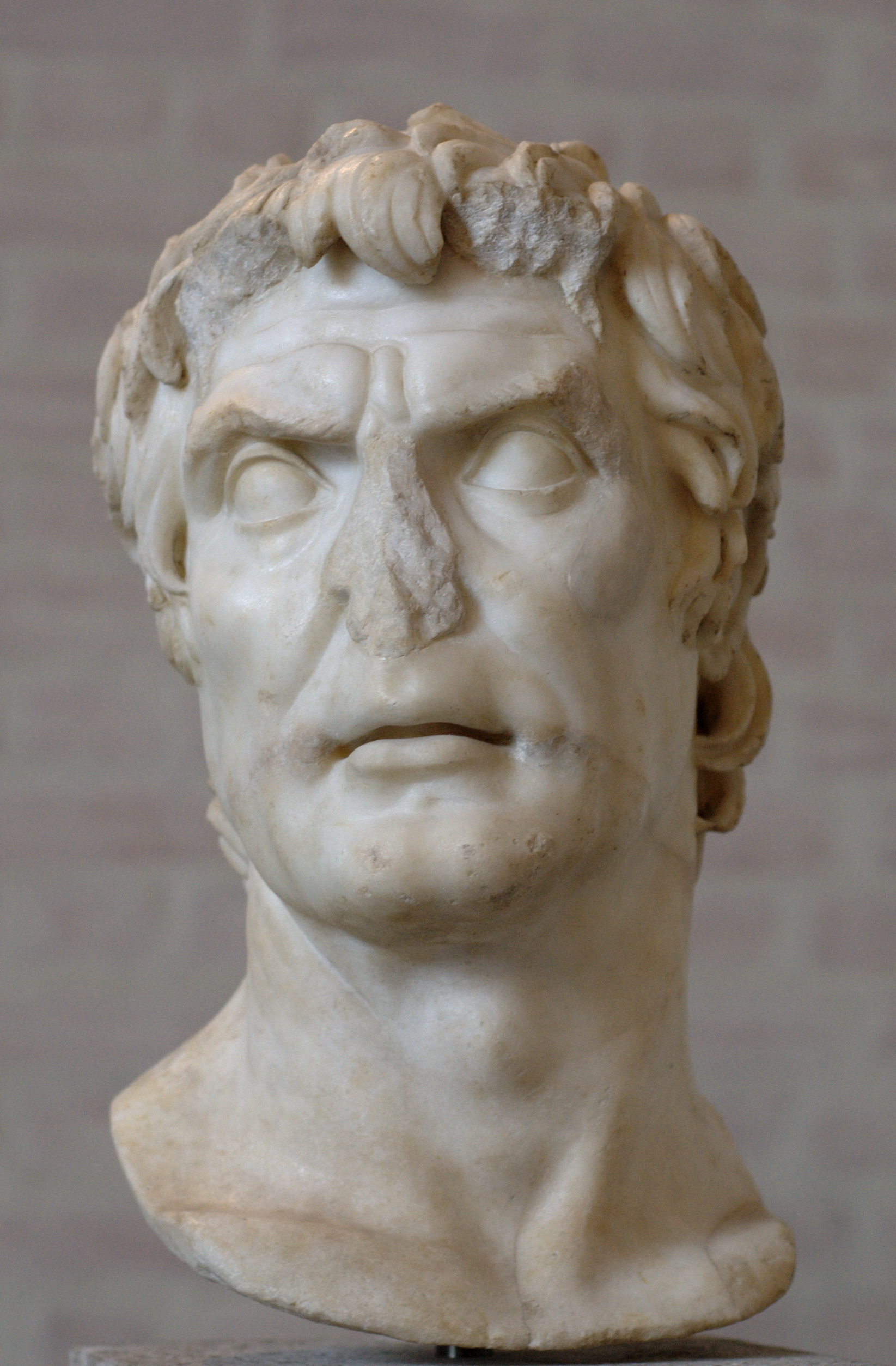
Sylla, célèbre général Romain

Il semblerait que la politique de Bocchus avait pour but de s'emparer de la Numidie occidentale.
En  106 av. J.-C, il prend les armes avec Jugurtha, son gendre et roi de Numidie, contre les Romains. Jugurtha fait promettre à Bocchus le tiers de la Numidie si les Romains sont chassés d'Afrique ou si la guerre se termine par un traité qui laisse intactes ses frontières.
Les Romains, sous le général Metellus subirent d'abord des défaites, ce qui les incita à se rapprocher de Bocchus. Bocchus devait songer à lui et à son trône et ne pas associer sa prospérité actuelle à la situation de Jugurtha. Le roi maure désirait la paix, mais les misères de Jugurtha l'avaient ému ; si à celui-ci étaient accordées les mêmes facilités qu'à lui-même, tout s'arrangerait.  A ces demandes, Marius répondit par de nouvelles propositions portées par des délégués ; Bocchus accepta les unes, écarta les autres.
Privilégiant une alliance qui protégera son royaume des Romains, Bocchus hésite mais choisit de renverser son alliance avec Jugurtha et se montre disposé à traiter avec les Romains. Il négocie avec Sylla le questeur de Marius. Celui-ci arrive à le convaincre de livrer lui-même son allié Jugurtha pour acheter la paix. Bocchus va donc le faire tomber dans un guet-apens où il sera capturé (106 av. J.-C.).
Bocchus adresse ces paroles à Sylla : 
« J'estime qu'un roi perd moins à être vaincu à la guerre qu'en générosité. Quant à la question politique, que l'on t'a envoyé traiter ici, voici ma réponse, très brève. Je n'ai ni fait, ni jamais voulu faire la guerre à Rome, j'ai simplement défendu par les armes mes frontières contre des gens qui les attaquaient les armes à la main. »
Conformément aux traités, il reçoit en récompense le pays des Massésyliens (Massæsyles) de la part des Romains.
Le royaume maure est longtemps cantonné à l'Afrique extrême-occidentale. Le royaume de Bocchus conserve son indépendance vis-à-vis des Romains et obtient la partie occidentale de la Numidie en récompense de son aide durant la guerre de Jugurtha, étendant sa domination vers l'ouest jusqu’au golfe de Béjaïa (Saldae), voire jusque l’embouchure de l'oued Chelif et le Cap Ténès et peut-être même jusqu'à Ampsaga. Cette alliance stratégique lui permet ainsi d'atteindre son but, en privilégiant les intérêts de son royaume. Il reçoit aussi le titre d'ami de Rome, devenant allié du peuple romain.
Bocchus fut en définitive le principal bénéficiaire de la longue lutte qui avait successivement opposé Jugurtha à Postumius, Aulus, Metellus et Marius. 
Il devient ami et allié du peuple romain, il lui fut reconnu la domination sur « un tiers de la Numidie » (B.I., XCVII, 2).
Bocchus conserva d’excellentes relations avec Sylla qu’il fournissait en panthères et lions pour les venationes (combats d'animaux) de Rome. 
Mort vers l'an 50 av. J-C, il laisse un grand royaume à son fils supposé, Sosus ou Mastanesosus, qui lui succède à la tête de la Maurétanie. Le nom de Mastanesosus n'est connu que par un passage de Cicéron (Contre Vatinius 12) qui en fait un roi de Maurétanie occidentale en 62 av. J.-C. par opposition à Hiempsal II, roi de Numidie. S'il est identique à Sosus, ce qui est fort probable, il s'agirait alors du successeur de Bocchus Ier et du père de Bocchus II et de Bogud. Sosus a laissé des témoignages à Volubilis et des monnaies de Tanger portent la légende latine Rex Bocchus Sosi f(ilius) (roi Bocchus, fils de Sosus).